# Gustav Hult
Gustav Hult (15 settembre 1940) è un allenatore di calcio ed ex calciatore norvegese, di ruolo attaccante.

## Carriera

### Giocatore

#### Club
Hult giocò per il Viking dal 1959 al 1968. In squadra, vinse la Coppa di Norvegia 1959, segnando una rete in finale.

### Allenatore
Dal 1971 al 1972, guidò il Vidar. Fu allenatore del Bryne in due distinte circostanze: prima nel 1973 e poi dal 1975 al 1976. Nel 1982, tornò al Vidar.

## Palmarès

### Giocatore

#### Club

##### Competizioni nazionali
- Coppa di Norvegia: 1

Viking: 1959